# Oset zwisły
Oset zwisły (Carduus nutans L.) – gatunek rośliny należący do rodziny astrowatych.

## Rozmieszczenie geograficzne
Rodzimy obszar jego występowania obejmował północną część obszaru śródziemnomorskiego. Rozprzestrzenił się i obecnie występuje na wszystkich kontynentach (poza Antarktydą) i na wielu wyspach. W Europie Środkowej pojawił się już w epoce żelaza, w Polsce we wczesnym średniowieczu w okolicach Krakowa. We florze Polski ma status archeofita. Jest dość częsty.

## Morfologia
ŁodygaKolczasto oskrzydlona, wzniesiona, o wysokości do 100 cm.
LiścieUlistnienie skrętoległe. Liście w zarysie lancetowate, lub podługowate. Dolne zebrane w różyczkę liściową, głęboko pierzastodzielne i krótkoogonkowe, górne zatokowato-klapowane, szeroko zbiegające po łodydze, o brzegach kolczasto ząbkowanych.
KwiatyPurpurowoczerwone w prawie kulistych koszyczkach o średnicy 3,5–7 cm,. Wyrastają na długich, w czasie kwitnienia zwisłych szypułkach. Okrywa o listkach tworzących kilka szeregów. Mają szerokość do 5,5 mm, są przewężone powyżej nasady, a ich szczyty zakończone są lancetowatym kolce,. Niektóre listki okrywy są purpurowo nabiegłe. Wszystkie kwiaty w koszyczku są obupłciowe, rurkowate. W dnie koszyczka szczecinkowate plewinki.
OwocNiełupki o długości 3,5–4 mm z pierścieniowatym rąbkiem i puchem kielichowym o długości 15–20 mm.

## Biologia i ekologia
RozwójRoślina dwuletnia, hemikryptofit. Kwitnie od czerwca do września. Kwiaty przedprątne, zapylane przez motyle i błonkówki. Nasiona rozsiewane przez wiatr.
SiedliskoRoślina ruderalna. Rośnie na suchych zboczach, w miastach, na przydrożach, w zaroślach, na ubogich pastwiskach, wysypiskach, nieużytkach – głównie na glebach zawierających wapń, piaszczystych i kamienistych, ale także na glebach gliniastych. W swoim rodzimym obszarze występowania rośnie w murawach kserotermicznych oraz w zdegenerowanych stadiach makii śródziemnomorskiej. W klasyfikacji zbiorowisk roślinnych w Polsce gatunek charakterystyczny dla SAll. Onoperdion.
Oddziaływania międzygatunkoweNa ostach pasożytuje wiele gatunków grzybów. M.in. są to: Golovinomyces cichoracearum wywołujący mączniaka prawdziwego astrowatych, Puccinia calcitrapae i Puccinia cnici wywołujące rdze, Microbotryum cardui, Ramularia cirsii, Ramularia cynarae emend, Nodulosphaeria cirsii.
Genetyka i zmiennośćLiczba chromosomów 2n – 16.Tworzy mieszańce z ostem kędzierzawym i ostem nastroszonym.

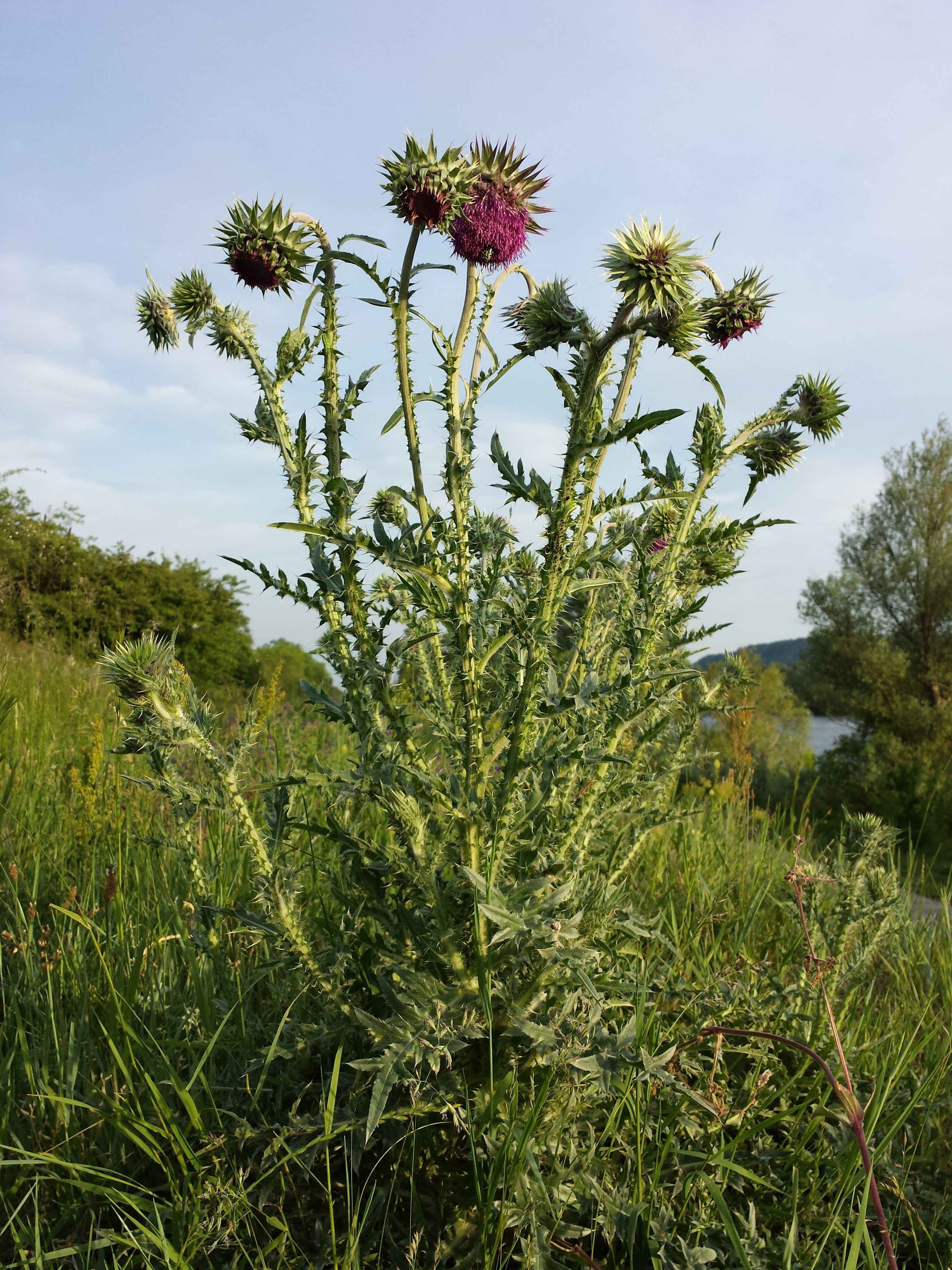
Pokrój
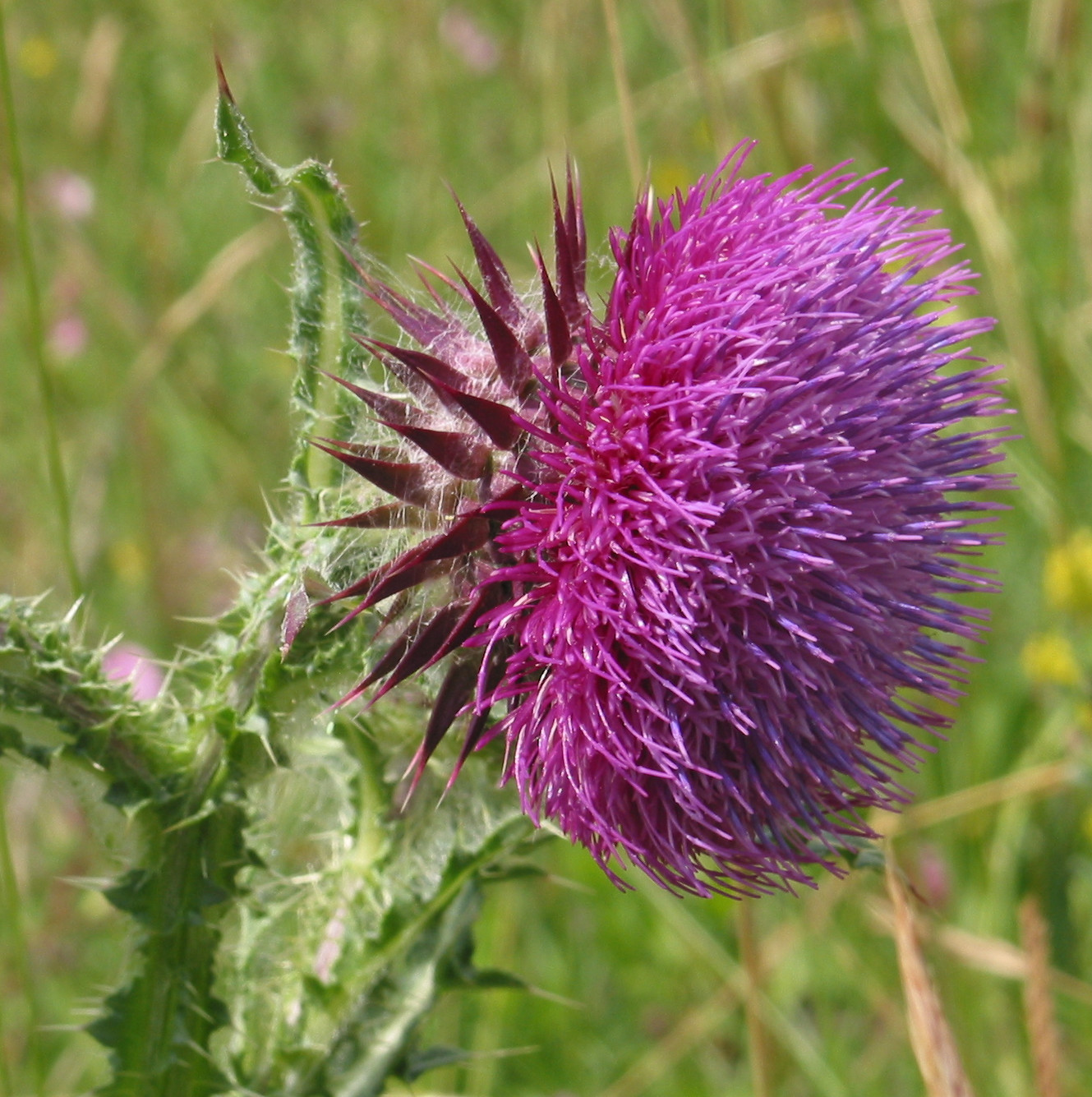
Koszyczek
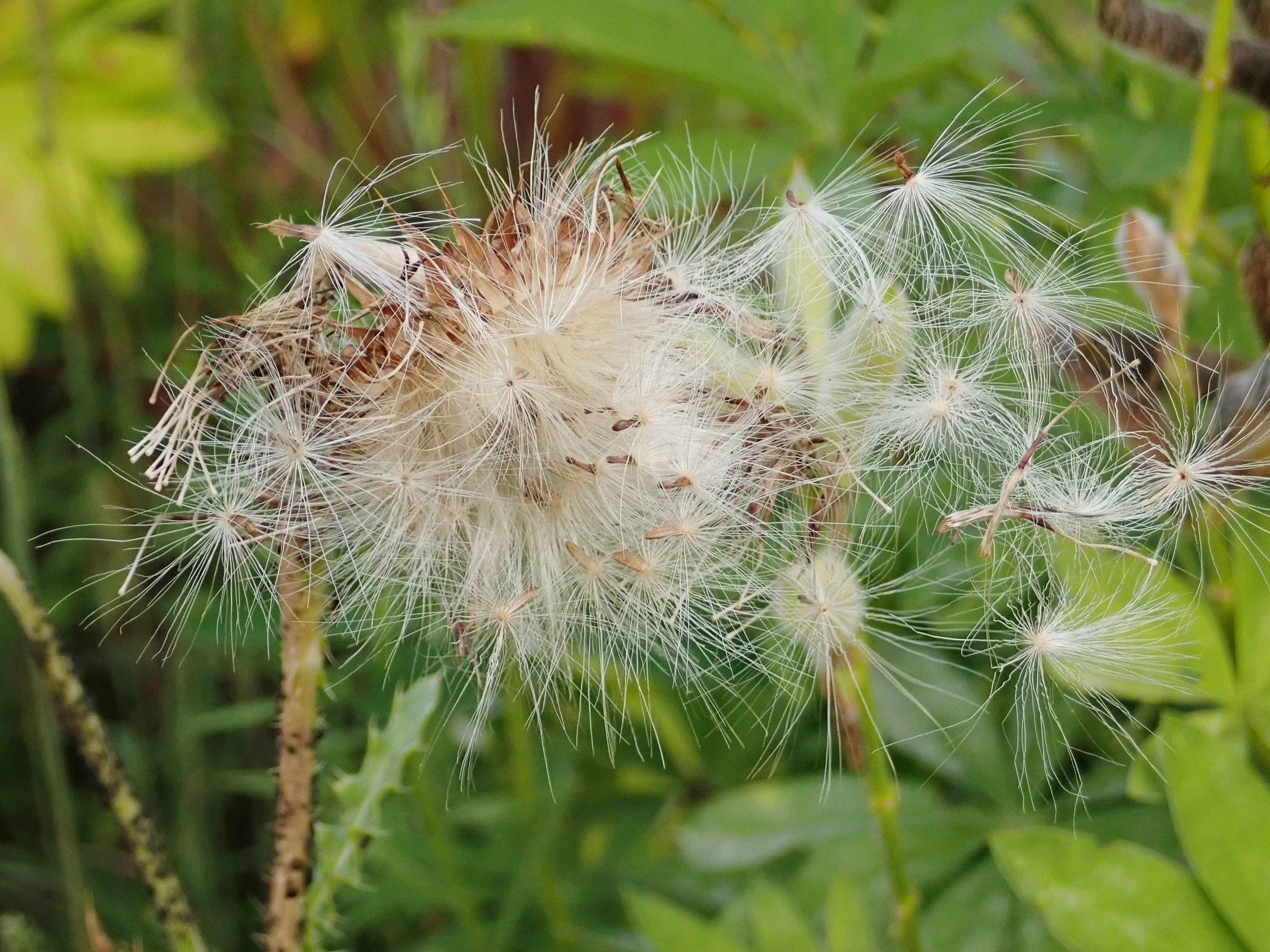
Owoce